# ده شهید محبعلی سارانی
ده شهید محبعلی سارانی روستایی در دهستان ادیمی بخش مرکزی شهرستان نیمروز استان سیستان و بلوچستان ایران است. بر پایه سرشماری عمومی نفوس و مسکن در سال ۱۳۹۰ جمعیت این روستا ۲۸۱ نفر (در ۶۸ خانوار) بوده است.